# Cantón de Pougues-les-Eaux
El cantón de Pougues-les-Eaux era una división administrativa francesa, que estaba situada en el departamento de Nièvre y la región de Borgoña.

## Composición
El cantón estaba formado por cinco comunas:
- Fourchambault
- Garchizy
- Germigny-sur-Loire
- Parigny-les-Vaux
- Pougues-les-Eaux

## Supresión del cantón de Pougues-les-Eaux
En aplicación del Decreto nº 2014-184 de 18 de febrero de 2014, el cantón de Pougues-les-Eaux fue suprimido el 22 de marzo de 2015 y sus 5 comunas pasaron a formar parte; tres del nuevo cantón de Fourchambault y dos del nuevo cantón de Varennes-Vauzelles.